# نرخ بارداری

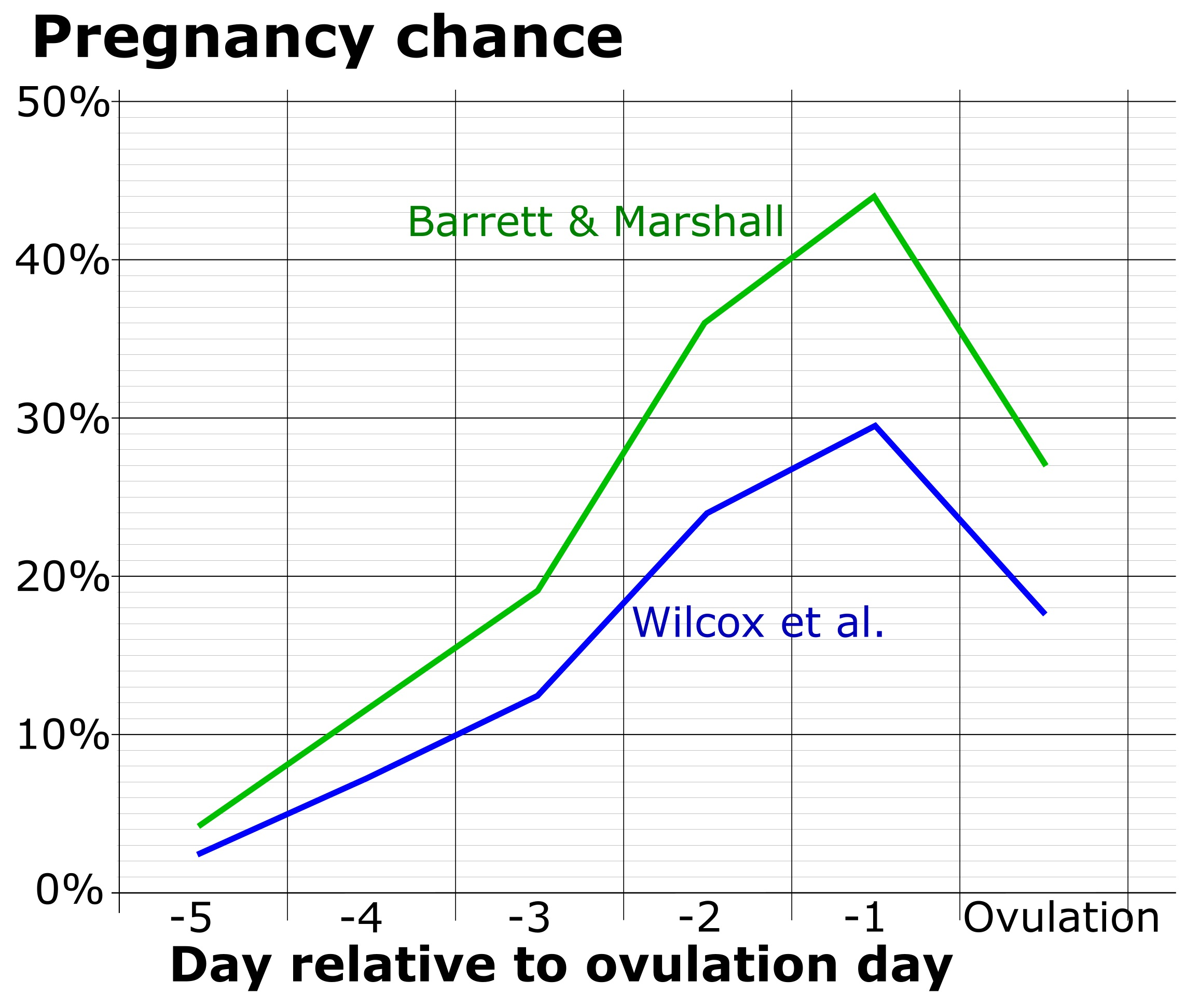
شانس لقاح در روز چرخه قاعدگی نسبت به تخمک‌گذاری.

نرخ بارداری (به انگلیسی: Pregnancy rate)، میزان موفقیت برای باردار شدن است. این درصدی از تمام تلاش‌ها است که سبب بارداری می‌شود، با تلاش‌هایی که عموماً به چرخه‌های قاعدگی اشاره می‌کنند که در آن لقاح یا هر معادل مصنوعی استفاده می‌شود، که ممکن است درون‌کاشت مصنوعی ساده (AI) یا AI با لقاح آزمایشگاهی اضافی (IVF) باشد.
در برخی موارد، میزان موفقیت شامل زایمان یا حضور یک نوزاد زنده است (ترجیحاً به ترتیب به عنوان نرخ زایمان یا نرخ تولد زنده مشخص شود).
کاشت موفقیت‌آمیز زیگوت در رحم به احتمال زیاد ۸ تا ۱۰ روز پس از لقاح است. اگر زیگوت تا روز ۱۰ کاشته نشده باشد، کاشت در روزهای پس از آن به‌طور فزاینده‌ای دور از انتظار می‌شود.

سن و باروری زنان: درصد تجمعی و میانگین سن برای زنانی که به ناباروری، نازایی، قاعدگی نامنظم و یائسگی می‌رسند.

به‌طور کلی، میزان بارداری برای لقاح مصنوعی ۱۰–۱۵٪ در هر چرخه قاعدگی با استفاده از ICI, و ۱۵–۲۰٪ در هر چرخه برای IUI است.
با فناوری پیشرفته، نرخ بارداری امروزه به‌طور قابل توجهی نسبت به چند سال پیش بالاتر است. در سال ۲۰۰۶، کلینیک‌های کانادا میانگین نرخ بارداری را ۳۵ درصد گزارش کردند.